# تاريخ أيرلندا (400-800)
يمتد تاريخ أيرلندا في العصور الوسطى المبكرة، غالبًا ما يُطلق عليها اسم أيرلندا المسيحية المبكرة، من القرن الخامس إلى القرن الثامن، من البداية التدريجية لفترة فجر التاريخ (نقوش أوغام بالأيرلندية البدائية، إشارات في الإثنوغرافيا اليونانية الرومانية) إلى مستهل عصر الفايكنغ. تتميّز الفترة بإرسال البعثة الهايبرنية الاسكتلندية التي أطلقتها أيرلندا المسيحية إلى مناطق في بريطانيا الوثنية وانتشار التأثير الثقافي الأيرلندي في أوروبا القارية.

## لمحة عامة
في بداية الفترة، انبثقت أيرلندا من انحدار غامض، إذ تشير الأدلة الأثرية أنه أثّر في أعداد السكان ومستويات المعيشة في الفترة 100 - 300 ميلادي تقريبًا التي أطلق عليها توماس تشارلز إدواردز اسم العصر المظلم الأيرلندي. كان السكان ريفيين ومتناثرين بالكامل في حصون حلقية صغيرة تمثّل أكبر مراكز للوجود البشري. يُعرف نحو 40 ألف منها، في حين قد يصل عددها إلى 50 ألف، و «يتّفق علماء الآثار على أن الغالبية العظمى منها كانت مرفقات لمزارع أثرياء أيرلندا في العصور الوسطى المبكرة». ويشيع وجود السراديب والممرات تحت الأرض والغرف للاختباء فيها أو الهروب من خلالها. من المحتمل أن الغارات التي شنّتها بريطانيا العظمى بحثًا عن العبيد وللقيام بأعمال النهب الأخرى أعطت دفعة مهمة لاقتصاد زراعي بالكامل تقريبًا. استمر استخدام المساكن على ضفاف البحيرات -تسمى كرانوغ- ويبدو أنها مرتبطة بشكل خاص بالحرف.
نقضت دراسات حبوب اللقاح وغيرها من الأدلة وجهة النظر القديمة بأن الزراعة الأيرلندية في العصور الوسطى المبكرة تركزت على الماشية، ويتّضح الآن أن زراعة الحبوب كانت ذات أهمية متزايدة منذ نحو 200 ميلادي فصاعدًا، مع كون الشعير والشوفان محاصيل أكثر أهمية من الشيلم المزروع والقمح وغيرها. حظيت الماشية بتقدير كبير، وشكلت غارات نهب الماشية جزءًا كبيرًا من الحرب، لذلك تطلّبت الماشية حراسة الرعاة المتواصلة في ساعات النهار ووُضعت في الحظائر ليلًا. بحلول نهاية الفترة، ربما كانت أكبر القطعان هي قطعان الأديرة. نظرًا لاعتدال الشتاء الأيرلندي عمومًا، لم توضع الماشية أبدًا في ملاجئ مسقوفة في الشتاء، على الرغم من أن العجول الصغيرة قد تقضي بعض الوقت في المنازل. أُزيلت الغابات على نطاق واسع في الجزء الأول من الفترة، وبذلك أصبح وجود مساحات كبيرة من الغابات نادرًا بحلول القرن التاسع، وأزيلت أشجار الصنوبر الاسكتلندي الأصلي إلى حدِّ الانقراض تقريبًا؛ كان من الصعب على الأيرلنديين في العصور الوسطى التأثير في المساحات الكبيرة من الرخاخ.
بحلول عام 800، بدأت تتشكّل المدن الصغيرة حول بعض الأديرة الكبيرة، مثل تريم وليزمور، وأقام فيها بعض الملوك، ولكن لم يؤسس الفايكنغ المدن الكبرى بعد. باستثناء ذلك، عاش الملوك في حصون حلقية أكبر من المعتاد ولكن شبيهة بشكل عام؛ كان امتلاك الأشياء الفاخرة مثل المشابك الكلتية المتقنة أكثر شيوعًا لدى العائلة الملكية. مثّل الجزء الأخير من هذه الفترة ذروة المساهمة الأيرلندية في الفن الجزيري الذي تشمل منتجاته الباقية المخطوطات المذهّبة، وأشهرها كتاب كيلز، والمشابك التي كان يرتديها رجال الدين والنبلاء، والصلبان المرتفعة الحجرية المنحوتة، وغيرها من الأدوات المعدنية المتفرقة الباقية، مثل كنزَي ديرينافلان وآردو.

## التاريخ المسيحي المبكر
يبدأ التاريخ الأيرلندي المسجّل بدخول المسيحية وتعليم القراءة والكتابة باللاتينية، بدءًا من القرن الخامس أو ربما قبل ذلك بقليل. بالمقارنة مع المجتمعات الجزيرية المجاورة، فإن تاريخ أيرلندا المسيحية المبكرة موثّق جيدًا، في الفترات اللاحقة على الأقل، لكن هذه المصادر ليست سهلة التفسير. ما تزال العديد من الأسئلة دون إجابة وتستمر الدراسات عن أيرلندا المسيحية المبكرة في وضع نظريات واكتشافات جديدة. منذ أواخر القرن التاسع عشر، عندما طبّق باحثون من أمثال كونو ماير وويتلي ستوكس نهجًا صارمًا بشكل متزايد لدراسة المصادر المكتوبة، استُخلص قدر كبير من المعلومات الجديدة من المواد المكتوبة. تساهم في البحث مجالات جديدة، مثل علم النباتات القديمة، في حين يزداد عدد الأدلة الأثرية.